# Knopstoel

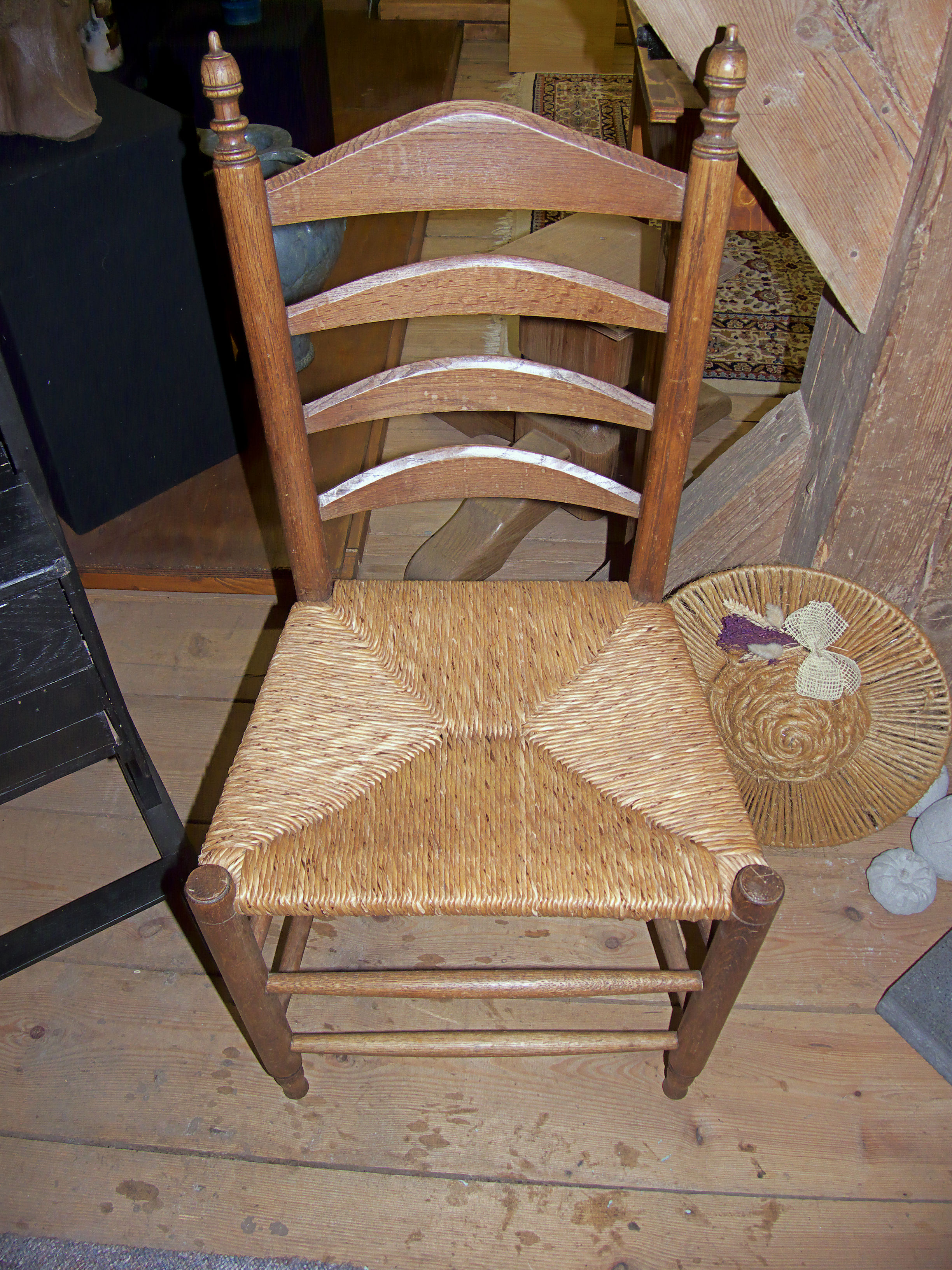
Knopstoel met biezen zitting

Een knopstoel is een stoel waarvan de rugstijlen zijn voorzien van gedraaide knoppen. Deze knoppen konden gebruikt worden om bijvoorbeeld een jas aan op te hangen, maar ze waren ook decoratief. Bij modellen zoals de Brabantse knopstoel liepen de rugstijlen door in de achterpoten en had de stoel een gevlochten zitting. Deze stijlen werden ook wel lange stapels genoemd.
Later werd ook de Amerikaanse stoel als knopstoel vervaardigd. Hierbij was echter de zitting van massief hout en waren de stijlen van de rugleuning niet verbonden met de achterpoten maar werden in de bovenkant van de zitting gemonteerd. Ook dit type stoel werd wel uitgevoerd als knopstoel.
Men had niet alleen Brabantse knopstoelen, maar ook Drentse, Oud-Hollandse enzovoorts. Ook tegenwoordig worden ze nog wel gemaakt vanwege het handwerk, de vorm en de hang naar traditie en nostalgie.

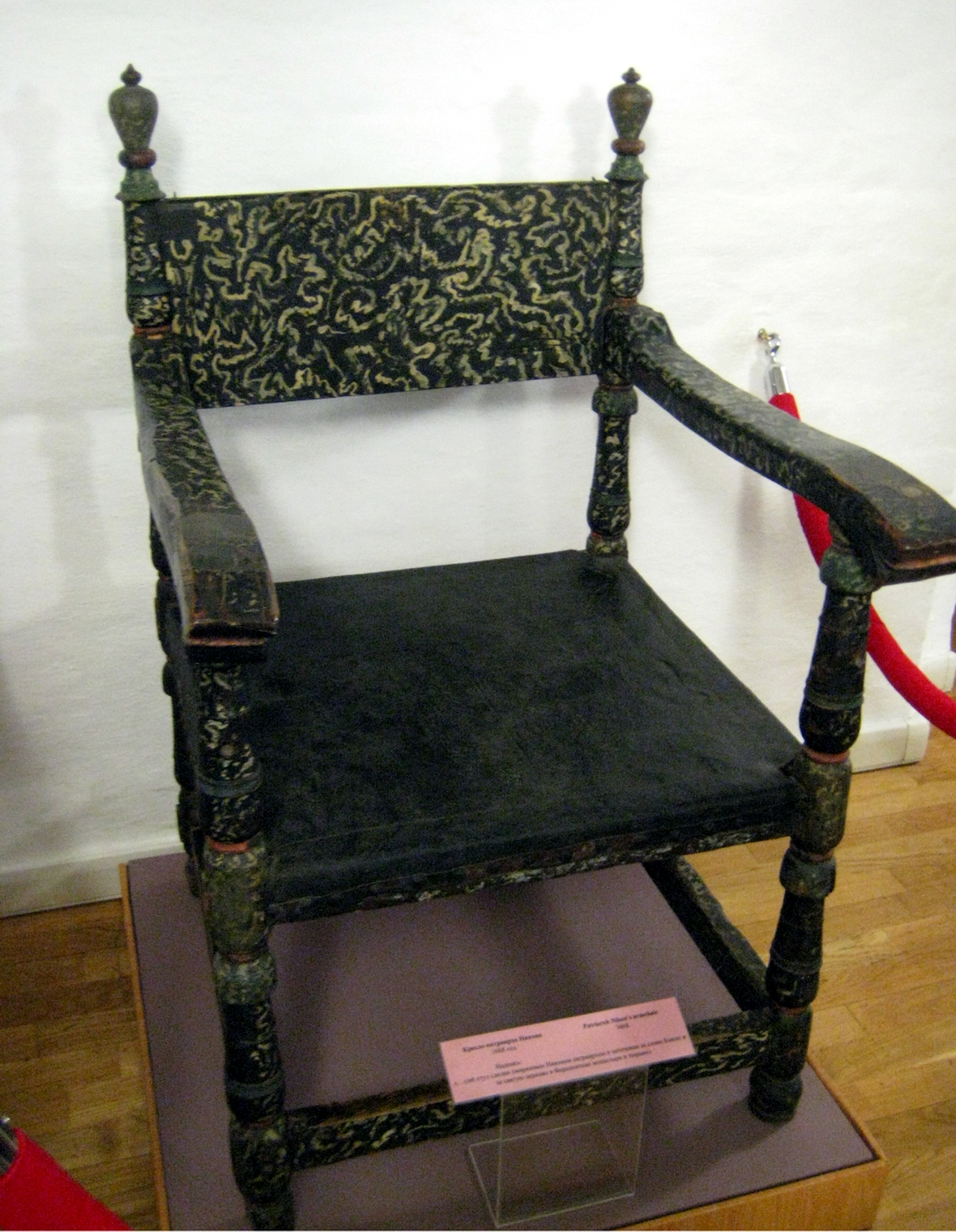
Russische knopstoel
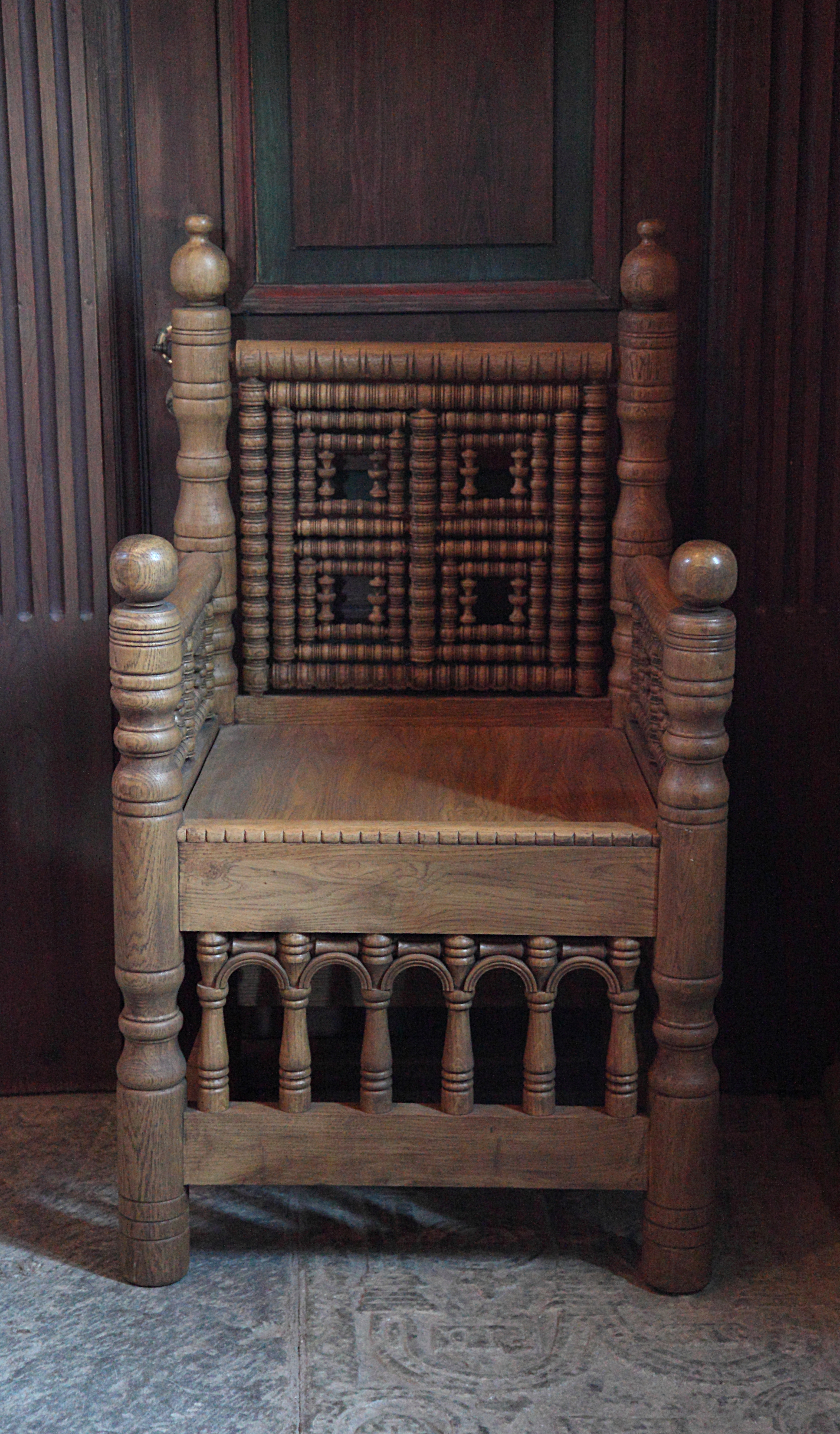
Middeleeuws Russisch model
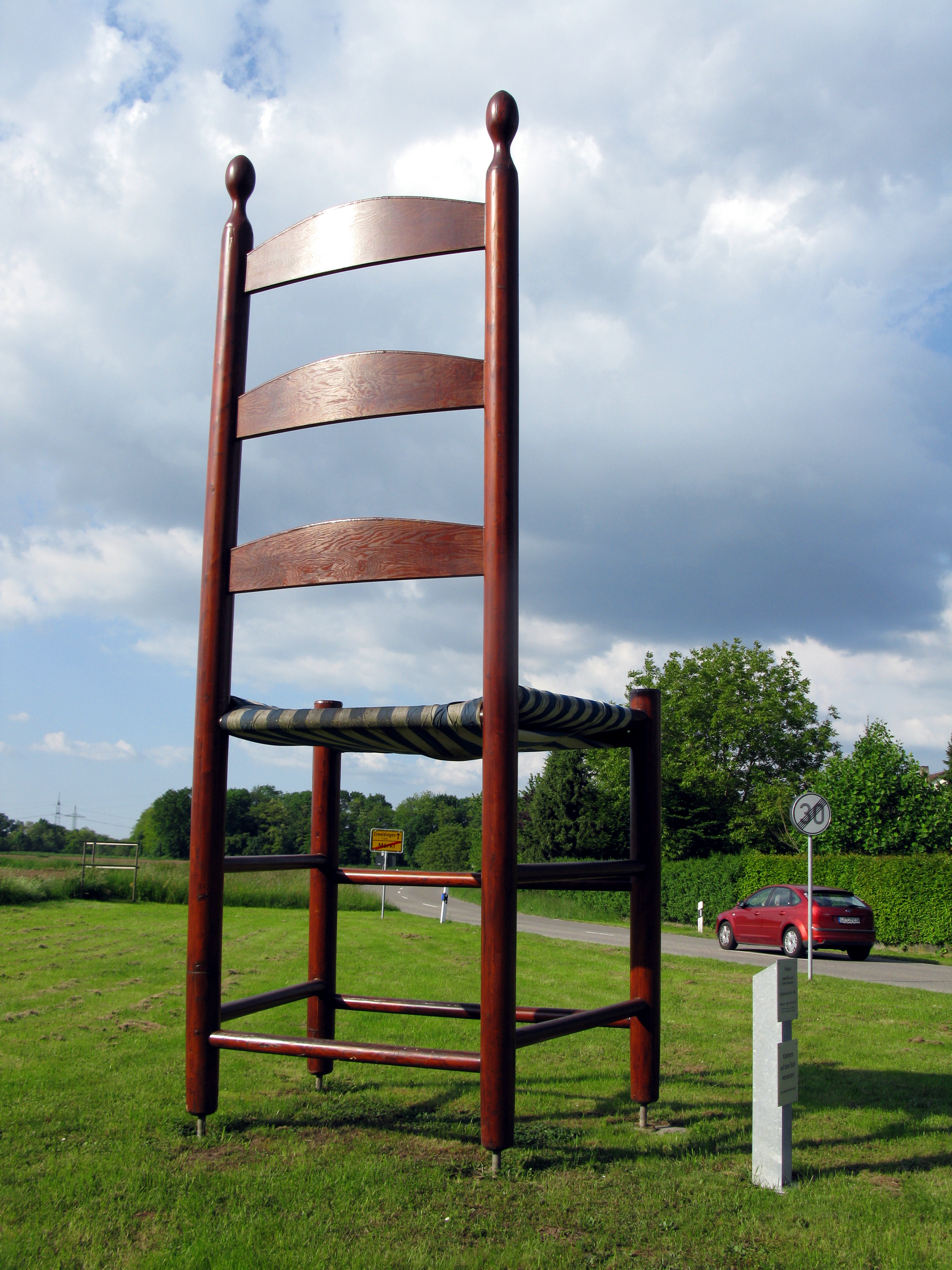
Maxistoel (sculptuur)
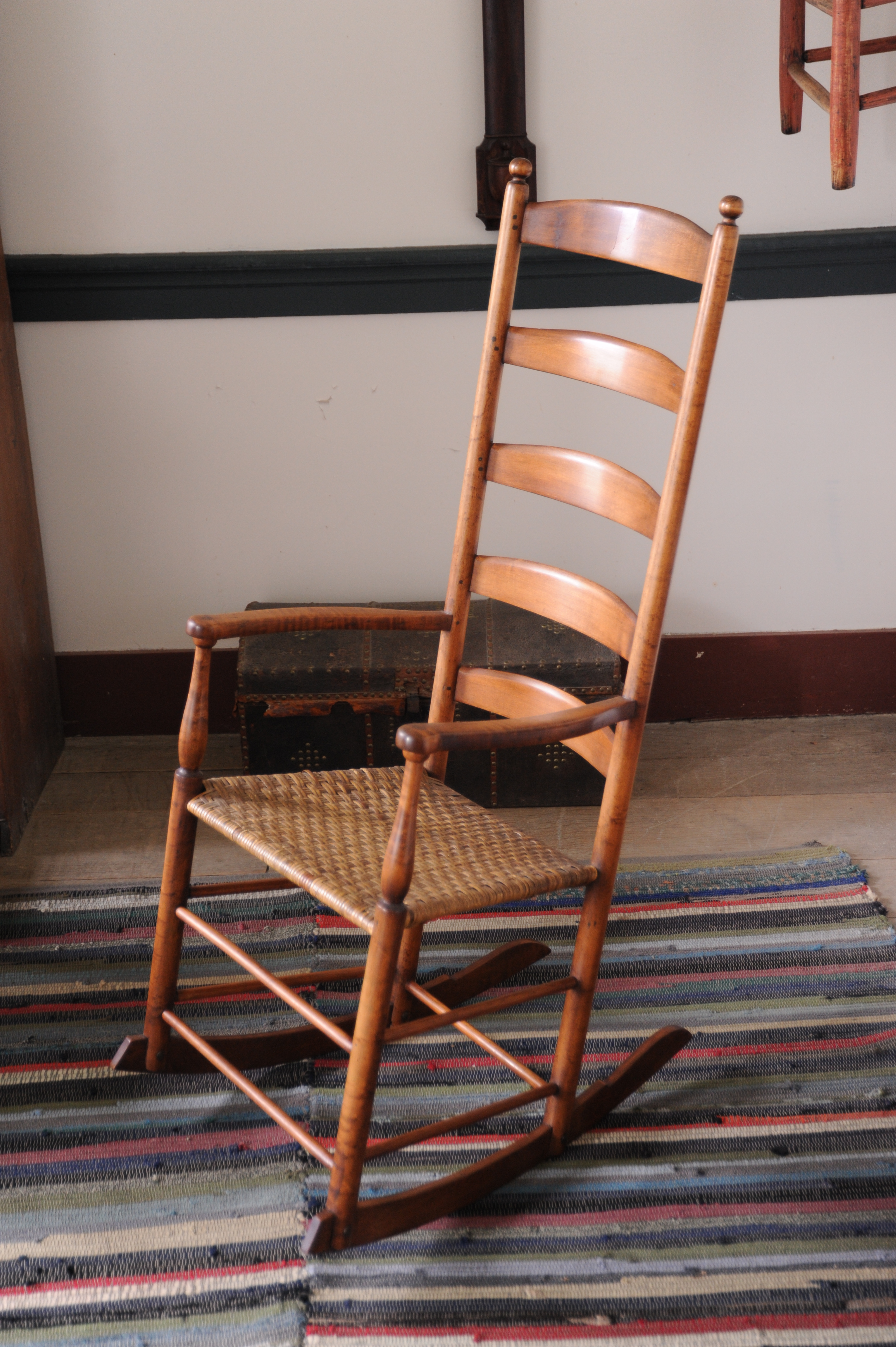
Als schommelstoel